# Куміхо
Куміхо (кор: 구미호, дослівно «дев'ятихвоста лисиця») — персонаж корейської міфології, жінка здатна перетворюватися на дев'ятихвосту лисицю. Куміхо мають багато схожого з китайськими хулі-цзін та японськими кіцуне.
У корейській міфології куміхо належать до категорії демонів-жінок, які за життя не змогли реалізувати свій жіночий потенціал. Іншими словами — померли, не вийшовши заміж і не народивши дітей.

## Легенда про сестру-лисицю
За сюжетом в одного чоловіка народилася довгоочікувана донька. Коли дівчинці виповнилося 6 років у селі почали відбуватися дивні речі. Зокрема, невідомий звір почав вбивати корів. Вранці одного дня старший син розповів батьку жахливу історію: «Це наша маленька сестра вбиває худобу».